# Gazameda declivis
Gazameda declivis is een slakkensoort uit de familie van de Turritellidae. De wetenschappelijke naam van de soort is voor het eerst geldig gepubliceerd in 1850 door Adams & Reeve.